# 埃格伯特·希施费尔德
埃格伯特·希施费尔德（德語：Egbert Hirschfelder，1942年7月13日—2022年5月31日），德国男子赛艇运动员。他曾代表德国联队、西德参加1964年和1968年夏季奥林匹克运动会赛艇比赛，获得二枚金牌。